# Mirjestraße (Ljubljana)
Mirjestraße (slowenisch: Mirje) ist der Name einer Straße im Stadtbezirk Vič von Ljubljana, der Hauptstadt Sloweniens. Die Straße durchquert den gleichnamigen Stadtteil. Der Name Mirje bedeutet Mauerwerk, Einfriedung und charakterisiert die Lage der Straße an den Resten der Stadtmauer des römischen Aemona.

## Geschichte
Die Straße wurde um 1876 direkt an den römischen Ruinen neu angelegt. Man nutzte dabei die Zugangsstraße von der damaligen Deutschen Grund-Straße (heute Emonastraße) zum unbebauten Deutschen Grund, Grundbesitz der Deutschordenskommende Laibach.

## Lage
Die Mirjestraße beginnt an der Emonska cesta, an der Grenze der Stadtteile Krakovo und Mirje und verläuft nach Osten. Sie mündet in die Jamova cesta an deren Kreuzung mit der Groharjeva cesta.

## Abzweigende Straßen
Von Ost nach West münden folgende Querstraßen in die Mirjestraße ein: Barjanska cesta (kreuzt), Bogišićeva ulica, Murnikova ulica und Durchgang zur Aškerčeva cesta.

## Gebäude und Sehenswürdigkeiten
- Emonska hiša (Emonahaus) oder Jakopičev vrt (Jakopič-Garten), Mirjestraße 4. Römische Ausgrabungen des Stadtmuseums[8][9]
- Goethe-Institut Ljubljana, Mirjestraße 12[10]
- Römische Stadtmauer

### Römische Stadtmauer
Die Mirjestraße ist benannt nach den Resten der römischen Siedlung Emona aus den Jahren 14 und 15 u. Z. Die Mauerreste wurden in den dreißiger Jahren des 20. Jahrhunderts nach Plänen von Jože Plečnik gesichert und ergänzt. Seit 2021 ist das Bauwerk Teil der Weltkulturerbestätte Die Werke von Jože Plečnik in Ljubljana – am Menschen orientierte Stadtgestaltung.